# La Révolte des intra-terrestres, deuxième partie
La Révolte des intra-terrestres, deuxième partie (Cold Blood) est le neuvième épisode de la cinquième saison de la deuxième série de la série télévisée britannique de science-fiction Doctor Who et constitue la seconde partie d'une histoire entamé avec l'épisode précédent.  Dans cet épisode, le Docteur s'efforce d'empêcher une guerre entre les Siluriens et les humains.

## Synopsis
Le Doctor et Nasreen explorent la cité Silurienne souterraine, et le Docteur s'émerveille des progrès technologiques que les Siluriens ont accompli depuis qu'il les a rencontrés pour la dernière fois, mais une alarme résonne et des soldats Siluriens les entraînent vers le laboratoire où se trouvent Amy et Mo. Amy est sur le point d'être disséquée par le biologiste Silurien Malohkeh, mais le scientifique est appelé quelques instants avant de commencer par l'alarme déclenchée par le Docteur et Nasreen.
Malohkeh utilise un petit dispositif portatif pour verrouiller les mains d'Amy dans des menottes et le place dans sa poche, mais alors qu'il est distrait par l'alarme, Amy le détrousse et vole l'engin. Amy déverrouille les entraves autour de ses bras et libère Mo. Tandis qu'ils errent dans les couloirs à la recherche d'une sortie, ils tombent sur une cellule où les Siluriens conservent Elliot vivant mais en hibernation. Mo, le père d'Elliot est révolté et décide qu'il leur faut trouver des armes pour se protéger puis libérer son fils. Ils découvrent ensuite deux cellules contiguës, chacune occupée par un guerrier Silurien en état d'hibernation, chaque guerrier étant debout sur un disque de transport qui peut les amener à la surface. Comme ils ignorent comment faire fonctionner les disques de transport, ils s'emparent des armes des Siluriens.
Dans l'église, tandis que le groupe attend le retour du Docteur et de Nasreen, Ambrose remarque la blessure de son père causée par la morsure d'Alaya, et implore la prisonnière de lui donner un remède. Alaya répond qu'elle n'a ni le désir ni le besoin de l'aider. En colère, Ambrose menace et torture Alaya, qui la nargue, et finit par l'exécuter. Les autres accourent, choqués, car garder Alaya en vie était probablement la seule façon de réussir à trouver une solution pacifique.
Pendant ce temps, le Docteur et Nasreen, inconsciente, sont attachés aux tables de dissection. Le Docteur est maintenu éveillé par les Siluriens qui tentent de le 'décontaminer' pour analyse. Le Docteur, cependant, trouve la décontamination inhabituellement douloureuse et hurle à Malohkeh, entre deux spasmes, qu'il n'est pas humain. Après que Malohkeh a vérifié et remarqué que le Docteur avait deux cœurs, il coupe la machine et utilise un instrument semblable au tournevis sonique du Docteur pour éveiller Nasreen. Une autre Silurienne, Restac, la sœur d'Alaya et le commandant militaire des Siluriens emmène le Docteur et Nasreen à une salle de conférence, qui est également le tribunal Silurien, et les informe qu'ils vont être exécutés. En route, le Docteur explique une partie de l'histoire Silurienne : les reptiliens sont entrés en hibernation quand leurs astronomes ont prédit une catastrophe solaire approchant la Terre. Quand les Siluriens lui demandent comment il en sait autant sur eux, le Docteur explique qu'il a rencontré leur espèce auparavant. Au départ ravis que d'autres membres de leur espèce aient survécu, ils apprennent avec colère que les humains ont anéanti ceux qui s'étaient réveillés alors. Restac voit en un tel acte une justification pour détruire l'humanité.
Au moment où Restac est sur le point de tirer, Amy et Mo arrivent, armés des fusils Siluriens. Ils sont très vite maîtrisés par les douzaines de gardes Siluriens et sont sur le point d'être exécutés également.  Dans l'église, Rory et ses compagnons ont enveloppé le corps d'Alaya dans un linceul orange, quand un écran sur un ordinateur s'allume, révélant Restac qui leur montre les autres en otage. Le Docteur rappelle à Rory que s'ils ramènent Alaya, les Siluriens les laisseront en paix, mais Restac refuse et annonce que la première à être exécutée sera Amy, pointant son arme lorsque l'écran s'éteint complètement, laissant Rory en état de choc. Malohkeh tente de raisonner Restac car il croit que les Siluriens et les humains pourraient vivre ensemble et que donc la guerre est inutile ; cependant, elle lui ordonne simplement de partir. Malohkeh ramène un politicien Silurien nommé Eldane, qui prend les choses en main et tente de calmer la situation.
Le Docteur propose que les Siluriens tiennent une conférence, où Amy et Nasreen seraient les représentants de l'espèce humaine, afin d'essayer d'imaginer une façon pacifique pour que la Terre soit partagée. Ils font des progrès, car Amy suggère que certaines zones de la planète qui sont inhabitables pour les humains pourraient convenir aux Siluriens. En échange, Eldane propose que la technologie Silurienne soit utilisée pour le bénéfice des deux espèces. Puisqu'ils ont trouvé un terrain d'entente, Eldane se montre ouvert à l'idée de les échanger contre Alaya, et il ouvre un autre canal de communication avec Rory. Pendant ce temps, Restac et ses fidèles foncent vers le laboratoire de Malohkeh et l'exécutent pour trahison à leur cause.
Ambrose, qui n'accorde toujours aucune confiance aux Siluriens et est inquiète puisqu'Alaya est morte, décide qu'avant qu'ils ne descendent, ils devraient régler le forage pour reprendre dans 15 minutes, ce qui détruirait tout l'oxygène de l'habitat Silurien. Alors que le groupe arrive avec le cadavre d'Alaya, Restac retourne avec beaucoup plus de guerriers, qu'elle a tirés de leur hibernation, décidée à faire un coup d'état. Quand elle voit Alaya, sa sœur, morte, Restac ordonne à ses guerriers de tuer tous les humains, en commençant par Ambrose. Au moment où les Siluriens vont ouvrir le feu, le Docteur les en empêche en rendant leurs armes inopérantes avec le tournevis sonique, tandis que tous les humains et Eldane s'enferment dans le laboratoire. Là, ils réalisent qu'il leur reste très peu de temps avant que le forage n'entre en collision avec l'habitat Silurien et qu'ils meurent tous. Le Docteur décide qu'ils devraient utiliser la technologie Silurienne pour envoyer une impulsion d'énergie à travers le réseau de tunnels pour détruire le forage avant qu'il ne détruise la civilisation Silurienne. Cependant, cela causera un effondrement souterrain, aussi il leur faut s'échapper avant la destruction du forage. Il leur faut donc aller du laboratoire à l'endroit où le Docteur et Nasreen ont laissé le TARDIS, mais l'armée Silurienne bloque le passage. Eldane leur dit qu'ils peuvent se charger de l'armée en activant une 'fumigation toxique' ; un système de sécurité qui enjoint à chacun de retourner en hibernation avant qu'un gaz toxique ne soit libéré, de telle sorte que seuls ceux assez obstinés et violents pour suivre Restac mourront. Le Docteur approche Eldane et lui promet que dans mille ans, les Siluriens et les humains devraient essayer de vivre ensemble à nouveau, et qu'il s'assurera que les humains seront les meilleurs qu'ils puissent être à ce moment. Il s'approche d'Elliot et lui demande de créer un mythe, une histoire ou une religion afin de promouvoir ce plan, qui puisse annoncer aux futures générations humaines la venue des Siluriens et qu'ils pourront cohabiter paisiblement un jour.
Alors que le système de sécurité est déclenché, Tony hurle de douleur. Alaya avait suggéré auparavant qu'il aurait dû mourir peu de temps après qu'elle l'a attaqué, mais le Docteur découvre qu'au lieu de le tuer, le venin d'Alaya a déclenché une mutation. L'Ambassadeur leur dit que Tony peut être mis dans une cellule pour arrêter l'infection, mais que le processus prend bien davantage que les 15 minutes qu'il leur reste avant l'impact du forage. À cela, Tony répond qu'il restera avec les Siluriens, et tous les autres se précipitent pour rejoindre le TARDIS. Le Docteur réalise que Nasreen ne les suit pas, et elle lui dit qu'elle reste avec Tony, afin d'étudier la Terre et d'aider les Siluriens à coopérer avec les humains le moment venu. Comme le Docteur s'attarde, Amy retourne le chercher, ce qui conduit Rory à attendre également Amy et le Docteur.
Ambrose et Mo montent rapidement à bord du TARDIS, mais avant qu'Amy, Rory et le Docteur y pénètrent, ils remarquent tous une fissure dans la paroi de la caverne, exactement semblable à celle aperçue dans la chambre d'Amy dans Le Prisonnier zéro. Le Docteur insiste pour essayer d'atteindre l'autre côté pour voir ce qu'il renferme, car toute explosion laisse souvent des éclats. Il parvient à saisir quelque chose, mais ne voit pas ce que c'est immédiatement. Juste au moment où Amy et le Docteur sont sur le point d'entrer finalement dans le TARDIS et de partir en sûreté, Restac, mourante du fait de l'exposition aux gaz toxiques, apparaît et tire sur le Docteur, mais c'est Rory qui est tué. L'énergie de la fissure dans la paroi commence à absorber Rory, et le Docteur rappelle ce qu'il a déjà dit à Amy dans la forêt d'oxygénation du Byzantium (voir Le Labyrinthe des Anges, deuxième partie) : l'énergie temporelle efface toute trace de la vie de ceux qu'elle emporte.
Le Docteur force Amy en larmes à s'éloigner du corps sans vie de Rory, l'enferme dans le TARDIS et le met en mouvement, alors que le corps de Rory se dissipe dans la fissure. Cependant, Amy implore le Docteur de ne pas la laisser oublier Rory, aussi il lui enjoint de s'accrocher à tous ses souvenirs de lui afin qu'il puisse continuer à exister dans son esprit ; mais une secousse du TARDIS la distrait et elle oublie Rory. Cependant le Docteur aperçoit dans le TARDIS une trace de son existence, la bague de fiançailles que Rory y avait déposée.
Ils arrivent à la surface au moment de l'explosion du forage. Ambrose remercie le Docteur, car il aurait pu laisser les Siluriens la tuer pour avoir tué Alaya. Le Docteur répond qu'œil pour œil n'est pas une façon de vivre, et qu'elle devrait chercher une forme de rédemption en s'assurant que son fils devienne vraiment le meilleur de ce que l'humanité peut être, en préparation du moment où les Siluriens achèveront leur hibernation de mille ans. Amy et le Docteur retournent au TARDIS pour partir, et observent que de l'autre côté sur la colline, c'est Amy seule qui leur fait signe.
Le Docteur s'attarde un instant pour examiner l'objet qu'il a tiré de l'autre côté de la fissure et reconnait avec effroi un fragment calciné du TARDIS.

## Personnages secondaires
- Alaya : Neve McIntosh
- Restac : Neve McIntosh
- Nasreen Chaudhry : Meera Syal
- Tony Mack : Robert Pugh
- Ambrose : Nia Roberts
- Malohkeh : Richard Hope
- Eldane : Stephen Moore
- Mo : Alun Raglan
- Elliot : Samuel Davies

## Continuité
- Occurrence de la fissure : elle apparaît à la fin de l'épisode près de l'endroit où est situé le TARDIS et efface le corps de Rory. Le Docteur récupère un morceau du TARDIS à l'intérieur.
- Lorsque le scientifique silurien arrête la décontamination après avoir failli tuer le Docteur, celui-ci lui demande s'il n'a pas du céleri pour se revigorer. Le Cinquième Docteur portait une tige de céleri sur son costume et explique dans The Caves of Androzani qu'il lui permet de détecter certains gaz auxquels il est allergique, et que s'il rencontrait les gaz en question, il mangerait le céleri.
- Les Siluriens sont apparus pour la première fois dans Doctor Who and the Silurians, un épisode de l'ancienne série. Leur apparence était bien entendu radicalement différente de celle présentée ici.

## Production

### Tournage
De nombreuses scènes de cet épisode ont été tournées à Plantasia le jardin botanique de Swansea où avait été aussi tourné « La Fille du Docteur ».

## Liens
- The Hungry Earth / Cold Blood “I trust the Doctor with my life” critique de l'épisode sur Le Village
- (en) La Révolte des intra-terrestres, deuxième partie sur l’Internet Movie Database